# Peter Froomen
Peter Froomen (eller Vroomen), född 1638, död 1685, var en svensk bössmed av holländsk börd.
Peter Froomen inkallades till Sverige av Karl XI, oklart vilket år, och fick 1677 kungens vitsord, att ingen i Stockholm kunde göra så gott smide som han. På 1680-talet återvände han till Holland, där han avled.